# 스즈무라 다쿠야
스즈무라 다쿠야(일본어: 鈴村 拓也, 1978년 9월 13일 ~ )는 일본의 전 축구 선수이다.

## 구단 경력
과거 비셀 고베에서 활동하였다.